# گودال آبی بزرگ

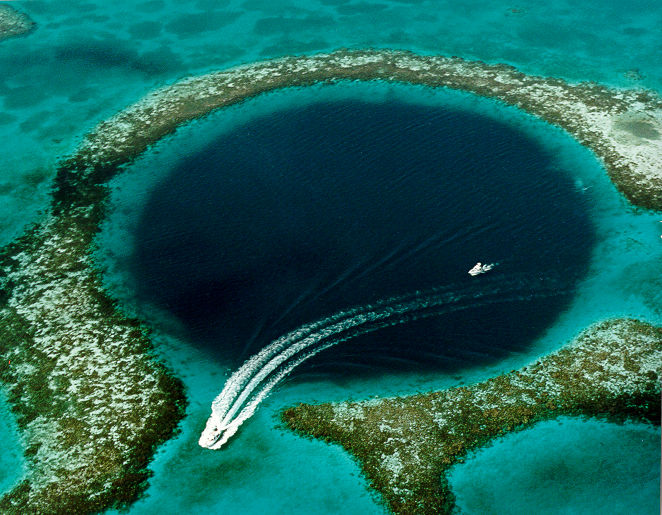
گودال آبی بزرگ در نزدیکی بلیز سیتی.

گودال آبی بزرگ (انگلیسی: Great Blue Hole) یک گودال آبی بزرگ در ساحل بلیز است. این گودال در نزدیکی مرکز تپه مرجانی لایت‌هاوس که یک آب‌سنگ حلقوی در ۷۰ کیلومتری بلیزسیتی است، قرار دارد. این گودال دایره‌ای شکل بیش از ۳۰۰ متر عرض و ۱۰۸ متر عمق دارد و طی چندین دوره یخبندان کواترنری و زمانی که سطح آب‌های آزاد بسیار پایین‌تر از سطح کنونی بوده، شکل گرفته است. بررسی اشکال چکنده موجود در این گودال نشان می‌دهد که شکل‌گیری آن طی چند مرحله در ۱۵۳۰۰۰، ۶۶۰۰۰، ۶۰۰۰۰ و ۱۵۰۰۰ سال پیش روی داده است. هم‌زمان با بالاآمدن مجدد سطح آب اقیانوس این گودال در آب فرو رفت. گودال آبی بزرگ بخشی از مجموعه بزرگ‌تر دیواره مرجانی بلیز است که در فهرست میراث جهانی یونسکو ثبت شده است.

## کاوش و نام‌گذاری
این محل توسط ژاک-ایو کوستو که آن را یکی از ده محل برتر غواصی اسکوبا معرفی کرد به شهرت رسید. وی در سال ۱۹۷۱ کشتی خود به نام آروی کالیپسو را به منظور ژرفانگاری این گودال به این محل آورد. مشاهدات و کاوش‌های وی نشان داد که منشأ گودال آبی بزرگ از سنگ‌آهک‌های کارستی است که پیش از افزایش سطح آب دریا و در حداقل چهار مرحله شکل گرفته است و لبه‌های مشخصی را در ژرفای ۲۱، ۴۹ و ۹۱ متری به‌جا گذاشته است. وجود چکنده‌ها نیز تأییدکننده شکل‌گیری آن در بیرون از محیط دریا است.
نام گودال آبی بزرگ توسط غواص و نویسنده بریتانیایی ند میدلتون در کتاب «ده سال در زیر آب» که در سال ۱۹۸۸ منتشر شده بود، ابداع و به‌کار برده شد.

## گردشگری
این گودال مورد توجه گردشگران و غواصان اسکوبا است که به دنبال آب‌های شفاف و کریستالی جهت غواصی و مشاهده گونه‌های مختلف ماهی‌ها و کوسه‌ها هستند. وجود گونه‌های مختلفی از کوسه مانند کوسه آب‌سنگ کارائیبی، گاوکوسه و کوسه سرچکشی در این محل گزارش شده ولی به شکل پیوسته دیده نشده‌اند.
در سال ۲۰۱۲ شبکه تلویزیونی دیسکاوری گودال آبی بزرگ را در صدر فهرست «ده مکان شگفت‌انگیز زمین» قرار داد.